# Makassar
Makassar este un oraș din Indonezia.